# Writers' Museum
Writers’ Museum er et museum i Edinburgh, Skotland, der udstiller historie og genstande relateret til tre af fremmeste og mest berømte skotske forfattere Robert Burns, Walter Scott og Robert Louis Stevenson. Det er indrettet i Lady Stair’s House på Lawnmarket, der er en del af Royal Mile. Det bliver drevet af City of Edinburgh Council, og samlingen inkluderer portrætter, værker og personlige genstande. Ved siden af museet ligger Makars' Court, der er landets monument for litterære personer i Skotland.